# La Vista Alegre
La Vista Alegre är en ort i Mexiko.   Den ligger i kommunen Acapulco de Juárez och delstaten Guerrero, i den södra delen av landet, 290 km söder om huvudstaden Mexico City. La Vista Alegre ligger 56 meter över havet och antalet invånare är 192.
Terrängen runt La Vista Alegre är platt. Runt La Vista Alegre är det tätbefolkat, med 397 invånare per kvadratkilometer. Närmaste större samhälle är Aguas Calientes, 3,5 km nordväst om La Vista Alegre. I omgivningarna runt La Vista Alegre växer i huvudsak lövfällande lövskog.